# Theuma schultzei
Theuma schultzei är en spindelart som beskrevs av William Frederick Purcell 1908. Theuma schultzei ingår i släktet Theuma och familjen Prodidomidae. Inga underarter finns listade i Catalogue of Life.